# دالتون ای. گری
دالتون ای. گری (به انگلیسی: Dalton E. Gray) (زاده ۴ ژوئن ۱۹۹۷) بازیگرآمریکایی است.
از فیلم‌های معروف او می‌توان به بازی در فیلم احمق و احمق‌تر ۲ اشاره کرد.